# (15925) Rokycany
(15925) Rokycany est un astéroïde de la ceinture principale.

## Description
(15925) Rokycany est un astéroïde de la ceinture principale. Il fut découvert le 10 novembre 1997 à l'observatoire d'Ondřejov par Lenka Šarounová. Il présente une orbite caractérisée par un demi-grand axe de 2,59 UA, une excentricité de 0,13 et une inclinaison de 12,4° par rapport à l'écliptique.

## Compléments